# Marnie Schulenburg
Marnie Schulenburg   (Barnstable, 21 de maig de 1984 - Bloomfield, 17 de maig de 2022), va ser una actriu estatunidenca.

## Biografia
Marnie Schulenburg va néixer a Cap Cod, Massachusetts. Té una germana gran, Corinna, dramaturga, i un germà petit, Allan, professor de música. Es va graduar a l'escola secundària de Barnstable l’any 2002 on va actuar en musicals i cantar en el conjunt vocal de jazz. Va fer classes de dansa i cant al Conservatori de Cape Cod.
El maig de 2006 es va graduar a la Universitat DeSales (de Center Valley, Pennsylvania amb una llicenciatura en teatre. A DeSales es va dedicar al teatre, tant musical com clàssic, inclòs el de William Shakespeare.
El setembre de 2006, es va traslladar a Nova York i va començar a fer una audició per actuació. Es va unir al Gremi de Dramaturgs d'Amèrica on va participar en obres de lectura i també va participar en el Flux Theatre Ensemble.
El 2006, Marnie Schulenburg va ser elegida com Alison Stewart i va fer el seu debut quan el personatge va fer una aparició crossover a The Young and the Restless el 22 de febrer de 2007, i més tard va debutar a As the World Turns el mes següent. Marnie Schulenburg i l'actriu Adrienne Frantz apareixen a la mini telenovel·la en línia Digital Daytime: LADiaries. Schulenburg va continuar amb As the World Turns fins al seu darrer episodi, el 7 de setembre de 2010, convertint-se en l'actriu amb més temps en el paper d'Alison Per la seva interpretació d'Alison, Marnie Schulenburg va guanyar una nominació al premi Daytime Emmy com a millor actriu jove en una sèrie dramàtica el 2010 L'abril de 2020, va aparèixer en una reunió virtual del repartiment organitzada per Alan Locher.
Marnie Schulenburg va debutar al cinema a la comèdia romàntica Made for Each Other (2009). Té papers com a convidada als programes de televisió Fringe, Divorce, Manhattan Love Story, American Wives, Canterbury Law, Elementary i Bloods Va aparèixer a la sèrie Alpha House d'Amazon Prime Video com a Crystal en els dos últims episodis de la seva primera temporada. Schulenburg va interpretar Sherry Tanner en tres episodis de la sèrie de comèdia dramàtica Royal Pains. Va aparèixer a les produccions teatrals del Pennsylvania Shakespeare Festival As You Like It (2006) i South Pacific (2011). Va aparèixer al documental One Night Stand (2011) al costat de Cheyenne Jackson, Jesse Tyler Ferguson i Rachel Dratch. La pel·lícula segueix els actors durant 24 hores mentre componen música, escriuen un guió i lletres i aprenen línies, ja que l'espectacle s'obrirà i tancarà una nit al Gramercy Theatre de la ciutat de Nova York.
El 2013, va interpretar el paper de Jo Sullivan a You Only Live Once d'ABC. El 2014, va començar a retratar l'ambiciosa actriu Peyton Adams a Tainted Dreams que es va estrenar a YouTube el 30 de desembre de 2013 i més tard es va traslladar exclusivament a Amazon i Amazon Prime. Creat per Sonia Blangiardo, és un "fulletó dins d'un fulletó" que segueix el drama entre bastidors de la telenovel·la de ficció Painted Dreams. L'abril de 2019, va fer una aparició d’estrella convidada com a Stacy a The Good Fight de CBS.

### Vida privada
El 15 de setembre de 2013, Marnie Schulenburg es casa amb el seu xicot, amb qui sortia des de feia deu anys, l'actor Zack Robidas. Dona a llum la seva filla, Coda Jones, el 12 de desembre de 2019.

### Malaltia i mort
El maig de 2020, Marnie Schulenburg revela que se li ha diagnosticat un càncer de mama metastàtic, que els metges van confondre amb un diagnòstic de mastitis comuna a les noves mares. Ella descriu el seu càncer com « el tipus més insidiós, el càncer de mama inflamatori que no sembla un càncer de mama típic, és més agressiu, afecta les dones més joves i es disfressa com una infecció de la lactància. ». « Com es celebra un aniversari després d'haver estat diagnosticat amb càncer de mama en fase quatre enmig d'una pandèmia mundial mentre cria un nen de 5 mesos ? ", va escriure en una publicació d'Instagram. Els seus amics i familiars creen una pàgina de GoFundMe per a les seves despeses mèdiques i l'objectiu de 75.000 $ s'assoleix a l'octubre de 2020. El 17 de maig de 2022, quatre dies abans del seu 38 aniversari, Schulenburg va morir de la malaltia en un hospital de Bloomfield, Nova Jersey.

## Filmografia parcial

### Cinema
- 2009: Made for Each Other:cambrera al Wing
- 2011: One Night Stand: elle mateixa (documental)
- 2013: Penny Dreadful: Holly (curt)
- 2013: The Golden Scallop: Lindsay O'Hara
- 2014: Don-o-mite: secretària (curt)
- 2017: Digital Friends: terapèuta (curt)

### A la televisió
- 2007: The Young and the Restless: Alison Stewart (episodi #1.8585)
- 2007–2010: As the World Turn: Alison Stewart (308 episodis, nominada pel Daytime Emmy Award a la millor jove actriu en una sèrie dramàtica el 2010)
- 2007: Digital Daytime: L.A. Diaries: Alison Stewart (Websérie)
- 2008: La llei de Canterbury: Annabeth Moulins (episodi: "What Goes Around")
- 2009: Fringe: mama (episodi: "Unleashed")
- 2010: American Wives: Mégan Meyer (episodi: "Scars and Stripes")
- 2010-2012, 2016: Royal Pains: Xeres Tanner (3 episodis)
- 2011, 2012: Blue Bloods: Coreana (episodis: "Whistle Blower" i "Lonely Hearts Club")
- 2013: Compulsive Love: Lucie (episodi: "Leena, Lucy and Lyssa")
- 2013: One Life to Live: Jo Sullivan (9 episodis)
- 2014: Alpha House: Crystal (episodis: "In the Saddle" et "Showgirls")
- 2014: Manhattan Love Story: Anne (episodi: "Let It Go")
- 2014–2017: Tainted Dreams: Peyton Adams (15 episodis)
- 2015: Dog People: Liz (episodi: "Double Dog Standard")
- 2017: Elementary: Maureen (episodi: "Fly Into a Rage, Make a Bad Landing")
- 2019: Divorce: l'advocat de Dallas (episodi: "Knock Knock")
- 2019: The Good Fight: Stacy (episodi: "The One with Lucca Becoming a Meme")
- 2022: City on a Hill: Maggie Caysen (6 episodis)

## Teatre
- 2006: Al vostre gust: Célia (Pennsylvania Shakespeare Festival)
- 2011: Pacífic Sud: Nellie (Pennsylvania Shakespeare Festival)

## Premis i honors
- (anglès) Marnie Schulenburg: Awards, a l'Internet Movie Database